# Pablo y Andrea
Pablo y Andrea é uma telenovela mexicana produzida por Lucero Suárez para a Televisa e exibida pelo El Canal de las Estrellas entre 1 de agosto a 11 de novembro de 2005 substituindo Sueños y caramelos e sendo substituída por Peregrina, em 75 capítulos.
É uma adaptação da obra Las aventuras de Tom Sawyer, de Mark Twain. 
A trama apresentou Guillermo Capetillo, Marcia Coutino e Ingrid Martz como protagonistas adultos, Danna Paola e Jorge Trejo como protagonistas infantis e Mercedes Molto e Eduardo Rivera como antagonistas principais. Foi a última telenovela infantil produzida pela Televisa; a falta de interesse deste públicos com as novelas gerava baixo rating de audiência.

## Sinopse
Pablo e Andrea se tornam amigos quando embarcam em uma aventura para resolver um mistério que lhes tem revelado através de um medalhão. As crianças devem enfrentar os malvados homens para guardar seus segredos e manter a paz.

## Elenco
- Ingrid Martz - Alma Boneta
- Guillermo Capetillo - Juan Carlos Savedra
- Mercedes Molto - Carlota/Úrsula/Bárbara/Socorro Barraza
- Danna Paola - Andrea Savedra
- Jorge Trejo - Pablo Ibáñez
- Jesús Zavala - Nicolás Pérez
- Geraldine Galván - Hilda Iturbide
- Rodrigo Llamas - Pepe
- Valentina Cuenca - Rita Saenz
- Valeria López Delgado - Susana "Susanita"
- María Fernanda Nuñez - Diana Arsimendi
- Nuria Bages - Gertudis
- Raquel Morell - Ellen
- Luis Gimeno - Don Cipriano Savedra
- Marcia Coutiño - Carmen
- Mario Casillas - Don Severiano
- Rodrigo Mejía - Rodrigo Castro
- Jorge Ortín - Cirilio
- Bárbara Gómez - Conchita
- Adrián Alonso - Martín Ibáñez
- Alan Ledesma - Osvaldo
- Eduardo Rivera - Míkonos / Ramón / Gustavo Castro
- Zully Keith - Virginia Slater
- Zully Moreno - Abuelita Odette
- Eduardo Cuervo - Luigi
- Jaime Lozano - Franco "Pancho"
- Juan Carlos Colombo - Sabás
- Nadiedka - Mati
- Beng Zeng - Joaquín
- Adalberto Parra - Quintero
- Anastasia - Paula

## Prêmios e indicações

### Prêmio TVyNovelas de 2006
| Categoria               | Indicado(a) | Resultado |
| ----------------------- | ----------- | --------- |
| Melhor atuação infantil | Danna Paola | Venceu    |